# Stężenie
Stężenie – miara ilości substancji (pierwiastka, związku chemicznego, jonu bądź innego indywiduum chemicznego) w mieszaninie. Pojęcie to stosowane jest najczęściej w przypadku roztworów. Według definicji Międzynarodowej Unii Chemii Czystej i Stosowanej (IUPAC) terminem tym określa się jedynie cztery sposoby wyrażenia ilości substancji, w których odnosi się ją do objętości mieszaniny (są to stężenia masowe, molowe, objętościowe i liczbowe). W praktyce stosowanych jest jednak wiele innych rodzajów stężeń, włączając w to sposoby pośrednie (np. poprzez odniesienie zawartości substancji do gęstości mieszaniny).

## Rodzaje stężeń
| Rodzaj stężenia                                         | Symbol (IUPAC)                                  | Definicja | Definicja                                     | Jednostka (układ SI) | Często stosowane jednostki | Uwagi                                                    | Źródła              |
| ------------------------------------------------------- | ----------------------------------------------- | --- | --------------------------------------------- | -------------------- | -------------------------- | -------------------------------------------------------- | ------------------- |
| ułamek masowy (ułamek wagowy)                           | {\displaystyle w}                               | stosunek masy składnika do masy mieszaniny                                                                                   | {\displaystyle {\frac {m_{A}}{m}}}            | kg/kg (niemian.)     |                            |                                                          | [ 2 ]               |
| ułamek molowy                                           | {\displaystyle x} {\displaystyle (y)}           | stosunek liczby moli składnika do liczby moli wszystkich składników mieszaniny                                               | {\displaystyle {\frac {n_{A}}{n}}}            | mol/mol (niemian.)   |                            |                                                          | [ 3 ]               |
| ułamek objętościowy                                     | {\displaystyle \phi }                           | stosunek objętości składnika do sumy objętości składników mieszaniny przed ich zmieszaniem                                   | {\displaystyle {\frac {V_{A}}{V}}}            | m³/m³ (niemian.)     |                            |                                                          | [ 4 ]               |
| stężenie masowe (stężenie masowo-objętościowe)          | {\displaystyle \gamma } / {\displaystyle \rho } | stosunek masy składnika do objętości mieszaniny                                                                              | {\displaystyle {\frac {m_{A}}{V}}}            | kg/m³                | g/100 ml                   | czasem niepoprawnie wyrażane w procentach, np. „% (m/V)” | [ 6 ]               |
| stężenie objętościowo-masowe                            | –                                               | stosunek objętości składnika do masy mieszaniny                                                                              | {\displaystyle {\frac {V_{A}}{m}}}            | m³/kg                |                            | rzadko stosowane                                         | [ 7 ]               |
| stężenie molowe (molowość, molarność)                   | {\displaystyle c}                               | stosunek liczby moli składnika do objętości mieszaniny                                                                       | {\displaystyle {\frac {n_{A}}{V}}}            | mol/m³               | M (mol/dm³)                |                                                          | [ 8 ]               |
| stężenie molalne (molalność)                            | {\displaystyle m} / {\displaystyle b}           | stosunek liczby moli składnika do masy rozpuszczalnika                                                                       | {\displaystyle {\frac {n_{A}}{m_{rozp}}}}     | mol/kg               |                            |                                                          | [ 9 ]               |
| stężenie normalne (stężenie równoważnikowe, normalność) | –                                               | stosunek liczby gramorównoważników składnika do objętości mieszaniny                                                         | {\displaystyle {\frac {eq_{A}}{V}}}           | –                    | N (val/l), mval/l          | niezalecane przez IUPAC                                  | [ 10 ]              |
| stężenie liczbowe                                       | {\displaystyle C} / {\displaystyle n}           | stosunek liczby cząstek składnika do objętości mieszaniny                                                                    | {\displaystyle {\frac {N}{V}}}                | 1/m³                 |                            |                                                          | [ 11 ]              |
|                                                         |                                                 | |                                               |                      |                            |                                                          |                     |
| stężenie procentowe (masowe)                            | –                                               | stosunek masy składnika do masy mieszaniny (ułamek masowy) wyrażony w procentach (liczba gramów substancji w 100 g roztworu) | {\displaystyle {\frac {m_{A}}{m}}\cdot 100\%} | kg/kg (niemian.)     | % (% mas.)                 | IUPAC preferuje stosowanie jednostek                     | [ 7 ] [ 12 ] [ 13 ] |
| stężenie procentowe (objętościowe)                      | –                                               | stosunek objętości składnika do objętości mieszaniny                                                                         | {\displaystyle {\frac {V_{A}}{V}}\cdot 100\%} | m³/m³ (niemian.)     | % (% obj.) (vol%)          | IUPAC preferuje stosowanie jednostek                     | [ 7 ] [ 12 ]        |
| stężenie procentowe (molowe)                            | –                                               | stosunek liczby moli składnika do liczby moli wszystkich składników mieszaniny (ułamek molowy) wyrażony w procentach         | {\displaystyle {\frac {n_{A}}{n}}\cdot 100\%} | mol/mol (niemian.)   | % (% mol.)                 | IUPAC preferuje stosowanie jednostek                     | [ 12 ]              |

### Stężenia procentowe
Stężenia w postaci niemianowanej (ułamki masowy i molowy) wyraża się niekiedy w procentach. Taka forma pozwala na podanie innej definicji takiego stężenia: liczby jednostek substancji znajdujących się w 100 jednostkach mieszaniny (dla stężenia procentowego masowego będzie to więc przykładowo liczba gramów substancji przypadająca na 100 g mieszaniny). Stosowanie symbolu procenta, jako że nie jest częścią układu SI, jest niezalecane przez Międzynarodową Organizację Normalizacyjną (ISO), a IUPAC preferuje stosowanie jednostek zamiast tego symbolu.
Dla jednoznacznego wskazania rodzaju stężenia procentowego stosuje się odpowiednie symbole, np. „% obj.” bądź „% (V/V)” dla stężenia procentowego objętościowego. Pomija się je jednak zazwyczaj w przypadku stężenia procentowego masowego, gdyż jest ono najczęściej stosowanym stężeniem procentowym. Podobną konwencję stosuje się czasem również w przypadku stężenia masowego (stężenia masowo-objętościowego) i stężenia objętościowo-masowego – odpowiednio „% (m/V)” i „% (V/m)” – jednak jest to praktyka niepoprawna, gdyż za pomocą procentów powinno wyrażać się jedynie wartości bezwymiarowe. Co więcej, dodawanie jakichkolwiek dookreśleń do jednostek (także typu „% obj.” itp.) jest przez IUPAC niezalecane, gdyż takie dookreślenia mogą być stosowane wyłącznie do symboli wielkości fizycznych. Z tego względu w takich przypadkach preferowane jest użycie jednostek (mg/g, cmol/mol i podobnych).

## Inne sposoby wyrażania stężeń

### Wyrażanie śladowych ilości substancji
Bardzo niewielkie (śladowe) ilości substancji wyraża się czasem, stosując symbole ppm, ppb, ppt i ppq. Oznaczają one liczbę jednostek przypadającą na odpowiednio milion, miliard, bilion i biliard jednostek, a więc są oznaczeniami analogicznymi do symbolu procenta (wyrażającego liczbę jednostek na sto) i mogą być stosowane do wielkości niemianowanych. Ich użycie może prowadzić jednak do nieporozumień i pomyłek wynikających z różnych znaczeń tych liczebników w zależności od języka (problem krótkiej i długiej skali). Ponadto są one czasem niepoprawnie stosowane w odniesieniu do wielkości mianowanych – oznacza się nimi wartości stężenia masowego roztworów wodnych wyrażanego w g/l. Z tych względów są to symbole niezalecane przez wiele instytucji, m.in. Międzynarodowe Biuro Miar i Wag (BIPM), ISO czy IUPAC.
Stężenia mniejsze od procentowych i będące wartościami niemianowanymi mogą być również wyrażane w promilach (dziesiątych częściach procenta). W taki sposób wyrażane bywają czasem stężenia mianowane (np. zawartość alkoholu we krwi w g/dl), jednak IUPAC nie zaleca takiej praktyki i sugeruje użycie jednostek SI.

### Odniesienie zawartości substancji do właściwości fizycznych roztworu
| Substancja    | °Bé | % (g/100 g) | gęstość względna |
| ------------- | --- | ----------- | ---------------- |
| kwas siarkowy | 15  | 16,38       | 1,1154           |
| kwas siarkowy | 30  | 34,63       | 1,2609           |
| kwas siarkowy | 66  | 93,81       | 1,8345           |
| kwas azotowy  | 15  | 19,36       | 1,1154           |
| kwas azotowy  | 30  | 41,30       | 1,2609           |
| kwas azotowy  | 48  | 91,35       | 1,4948           |
| kwas solny    | 15  | 22,92       | 1,1154           |
| kwas solny    | 24  | 39,41       | 1,1983           |

Wiele właściwości fizycznych roztworu może zależeć od stężenia danej substancji w tym roztworze. Z tego względu możliwe jest wyrażenie stężenia substancji w roztworze w sposób pośredni poprzez podanie wartości określonego parametru fizycznego roztworu bądź w jednostkach umownych, zależnych od mierzonego parametru i przyjętej skali. Popularną niegdyś metodą, choć stosowaną czasem także obecnie, był pomiar gęstości roztworu za pomocą areometru Baumégo wyskalowanego w stopniach Baumégo (°Bé). W tych jednostkach podawano stężenie m.in. kwasu siarkowego, kwasu azotowego i roztworów glukozy. Dla wodnych roztworów etanolu zastosowanie mają stopnie Richtera (°R), odpowiadające jednostce „g/100 g” (procentowi masowemu), oraz stopnie Trallesa (°Tr) i stopnie Gay-Lussaca (°GL), które odpowiadają jednostce „ml/100 ml” (procentowi objętościowemu). Analogicznie dla roztworów sacharozy stosuje się stopnie Ballinga (°Blg) i stopnie Brixa (°Bx) odpowiadające jednostce „g/100 g”.
Możliwe jest również podawanie określonych parametrów danego roztworu (np. przewodności elektrycznej, lepkości dynamicznej czy temperatury krzepnięcia dla kwasu siarkowego), jednak określenie na ich podstawie stężenia wymaga znajomości zależności danego parametru od stężenia i odczytania stężenia z wykresu tej zależności.

### Stężenie jako suma objętości zmieszanych składników
Niekiedy stężenia roztworów otrzymanych poprzez rozcieńczenie roztworów bardziej stężonych określa się poprzez sumę objętości użytych składników. Stąd określenie „30% kwas azotowy, roztwór 1+5” należy rozumieć jako roztwór otrzymany poprzez zmieszanie danej objętości 30% kwasu azotowego z pięciokrotnie większą objętością wody (np. 10 ml kwasu azotowego zmieszane z 50 ml wody).

### Umowne jednostki określające zawartość substancji
W różnych dziedzinach zawartość określonej substancji w roztworze może być wyrażana w przyjętych, umownych jednostkach. Jest tak m.in. przy określaniu twardości wody. Poza ogólną jednostką mval/l, stosowane są także umowne stopnie niemieckie (°n) i stopnie francuskie (°f), które określają zawartość wapnia i magnezu (w przeliczeniu na, odpowiednio, tlenek wapnia i węglan wapnia) w wodzie.
W czasie rozwiązywania problemów ochrony ludności przed nadmierną zapachową uciążliwością różnych instalacji stosowane jest pojęcie stężenia zapachowego. W takich przypadkach oznaczanie stężeń poszczególnych składników emitowanych mieszanin odorantów, wyrażonych w tradycyjny sposób (w takich jednostkach, jak gramy, mole czy gramorównoważniki) nie jest celowe. Jakościowe i ilościowe analizy wszystkich związków, występujących zwykle w wieloskładnikowych mieszaninach (wiele z nich w ilościach śladowych), są bardzo trudne (często niewykonalne z powodu zbyt małej czułości analiz), a ich wyniki nie pozwalają scharakteryzować rodzaju i siły zapachu z powodu braku pełnej wiedzy o procesie percepcji zapachu. Stąd stosowana jest ilościowa i powtarzalna metoda pomiarów olfaktometrycznych (opisana w normie europejskiej PN-EN 13725:2007), w których rolę czujnika spełnia specjalnie wyselekcjonowany zespół osób, oceniających zapach strumienia wypływającego z olfaktometru. Na podstawie uzyskanych wyników oznaczeń stopnia rozcieńczenia próbki w chwili osiągnięcia progu wyczuwalności zapachu (stosunek odpowiednich objętości lub strumieni objętości) oblicza się stężenie zapachowe wyrażane w europejskich jednostkach zapachowych w metrze sześciennym (ouE/m³). Wzorcem tej jednostki jest n-butanol, dla którego próg wyczuwalności odpowiada stężeniu 123 µg/m³ (0,040 µmol/mol, 40 ppb). Wyniki olfaktometrycznych pomiarów emisji zapachowej i wskaźników emisji zapachowej pozwalają podejmować decyzje w sprawach m.in. lokalizacji nowych instalacji potencjalnie uciążliwych bądź niezbędnego stopnia dezodoryzacji gazów odlotowych z instalacji już istniejących (np. ferm trzody chlewnej, oczyszczalni ścieków komunalnych czy wytwórni kwasu fosforowego).